# سازمان اتحاد فداییان خلق ایران
سازمان اتحاد فدائیان خلق ایران محصول وحدت تشکیلاتی چندین گروه فدایی است، که در سالهای اولیه پس از انقلاب ۱۳۵۷ از سازمان چریک‌های فدایی خلق ایران جدا شده بودند. در فروردین ۱۳۶۰ انشعابی در اکثریت رخ داد. این گروه انشعابی در ابتدا به اقلیت نپیوسته بود زیرا اعتقاد داشت زمان مناسبی برای انشعاب نیست. پس از انشعاب اقلیت از سازمان در اردیبهشت ۵۹، رهبری اکثریت گام به گام تلاش کرد که مبارزات مسلحانه با جمهوری اسلامی را ترک کند و زمینه وحدت سازمان و حزب توده را فراهم کند؛ ولی گروهی در برابر آن مقاومت نمودند، گروه انشعابی که خودرا سازمان چریک‌های فدایی خلق (اکثریت–جناح چپ) نامید، مرکب از طرفداران سابق اقلیت بود که بر سر مسائلی چون مبارزات مسلحانه با جمهوری اسلامی، و وحدت سازمان و حزب توده با اکثریت سازمان اختلاف داشتند.

## تاریخچه
سازمان چریک‌های فدایی خلق ایران از سال ۱۳۴۹ با قیام سیاهکل علیه رژیم شاهنشاهی ایران مبارزات مسلحانه خود را آغاز کرد. این سازمان در جریان انقلاب ۱۳۵۷ و مدت‌ها پس از آن، پرهوادارترین جریان سیاسی چپ ایران بود. در خرداد ۱۳۵۹ و در پی اختلاف نظرهای سیاسی بر سر مبارزات مسلحانه با جمهوری اسلامی، سازمان به دو جناح اقلیت و اکثریت تقسیم شد.

## فداییان (اکثریت) و انشعاب‌ها
پذیرش تدریجی برنامه وحدت چپ و تلاش برای تدارک زمینه‌های وحدت حزب توده، بحران موجود اکثریت را تداوم بخشید و به انشعابی دیگر کشاند بدین ترتیب در آذر ماه ۱۳۶۰ انشعاب نسبتاً گسترده‌ای در تشکیلات تهران و کمیته‌های ایالتی سازمان اکثریت صورت گرفت و برآمد آن تشکیل سازمان فداییان خلق ایران (اکثریت) بود.
جناح جدید، در اطلاعیه مربوط به اعلام انشعاب، هیچ اشاره‌ای به مخالفت خود با موضع سازمان نسبت به جمهوری اسلامی نکرد. در واقع هر دو جناح هنوز جمهوری اسلامی را رژیمی مترقی می‌دانستند. جناح انشعابی در ابتدا خود را سازمان فداییان خلق ایران – اکثریت نامید که در نتیجه دو سازمان با یک نام پدید آمد که دو نشریه جداگانه با یک نام کار منتشر می‌کردند. در سال ۱۳۶۳ جناح جدید اصطلاح اکثریت را حذف کرد و نشریه خود را فدایی نامید.

## فداییان (اقلیت) و انشعاب‌ها
تحولات پس از ۳۰ خرداد ۱۳۶۰ و حاکم شدن دیکتاتوری و خفقان شدید در جامعه، دستگیری و اعدام‌های گسترده، افت چشمگیر مبارزات توده‌ای و آغاز عملیات مسلحانه گسترده مجاهدین خلق، اختلافات درونی را در طیف اقلیت تقویت کرد. در آذر ۱۳۶۰ در حالی که ایران در بحبوحه یک جنگ داخلی بود، اقلیت توانست نخستین کنگره فداییان را در تاریخ جناح‌های فداییان در تهران برگزار کند. اما پیش از برگزاری کنگره، بخشی از اقلیت که تاکتیک‌های تدافعی و عقب‌نشینی را مطرح می‌کردند و با تبلیغ مسلحانه و سازماندهی جوخه‌های رزمی به صورت یک وظیفه مبرم مخالف بودند، از اقلیت کناره‌گیری کرده و سازمان آزادی کار ایران – فدایی را به وجود آوردند و در سال ۱۳۶۴ شروع به انتشار نشریهٔ کار کرد.

## تشکیل سازمان
تداوم بحران نظری و تشکیلاتی در درون رهبری اقلیت منجر به انشعابات متعددی در این سازمان شد. سازمان چریک‌های فدایی خلق ایران–شورای عالی، از جمله گروه‌های منشعب بود. در خرداد ۱۳۶۸، طی پروسه وحدت میان سازمان آزادی کار ایران–فدایی و سازمان فداییان خلق ایران، سازمان فدایی–ایران به وجود آمد و با وحدت میان این سازمان و سازمان چریک‌های فدایی خلق ایران–شورای عالی، در فروردین ۱۳۷۳، سازمان اتحاد فداییان خلق ایران بنیان نهاده شد. هم‌اکنون ارگان این سازمان، «اتحاد کار» نام دارد.

## پیوند بیرون
- اتحاد فداییان خلق ایران